# Ángela Becerra
Ángela Becerra Acevedo (Cali, 17 de julio de 1957) es una escritora colombiana. Durante su trayectoria ha ganado varios premios nacionales e internacionales. Según la crítica especializada, Becerra es comúnmente citada como la creadora del idealismo mágico y una de las escritoras más leídas en España.

## Biografía
Oriunda de la ciudad de Cali, es la quinta de siete hermanos. Inició estudios de Comunicación y Diseño Publicitario en su ciudad natal, pero los abandonó para continuarlos en la ciudad de Bogotá, lugar donde recibió diversos premios y reconocimientos. En 1987, ya separada de su marido, trabajó en agencias de publicidad en Cali y Bogotá.
A finales de la década de 1980 viajó a la ciudad de Barcelona, España, donde trabajó como vicepresidencia creativa de una agencia publicitaria. Para mediados de 2000, Becerra empieza a centrarse en la literatura.
Está casada con el publicitario y escritor Joaquín Lorente, con quien tiene 2 hijas.

### Obra literaria
Su carrera literaria inició a comienzos 2004 con la publicación del libro De los amores negados, una «novela magistral» y «hermosa lección literaria de erotismo» según la crítica y que obtuvo buenas críticas. Continuó con El penúltimo sueño, una novela basada en el amor y con la cual ganó reconocimiento, siendo ganadora de varios premios internacionales. En 2007 lanzó Lo que le falta al tiempo, obra cuyo argumento se basa en la historia de amor de una estudiante de pintura llamada Mazarine. Un año después publicó las obras poéticas: Alma abierta y Amor con A, la primera cuenta una historia basada en las preocupaciones y los pensamientos de una mujer, y la segunda trata sobre «la pasión, los anhelos, los deseos y el comienzo de las frustraciones- y un final que es la desilusión y la muerte del amor». Memorias de un sinvergüenza de siete suelas (2013) es una historia ambientada en Sevilla que trata sobre el amor, pasión, odio y erotismo y Algún día, hoy (2019) trata sobre una historia real ocurrida en 1920 donde Betsabé Espinal «se convierte en la heroína de una de las primeras huelgas femeninas de la historia».
Sus obras se han traducido a más de 23 idiomas y publicado en más de 50 países. Además de su trabajo como escritora, Ángela Becerra ha ejercido durante muchos años como directora creativa de varias agencias de publicidad, también ha incursionado en la pintura, escultura, teatro y la fotografía.

## Obras

### Novela
- 2004: De los amores negados. ISBN 9789588160382.
- 2005: El penúltimo sueño. ISBN 978-84-08-10039-3.
- 2007: Lo que le falta al tiempo. ISBN 978-84-08-07014-6.
- 2009: Ella, que todo lo tuvo. ISBN 978-84-08-08681-9.
- 2013: Memorias de un sinvergüenza de siete suelas. ISBN 978-84-08-03551-0.
- 2019: Algún día, hoy. ISBN 978-84-08-21181-5.

### Poesía
- 2008: Alma abierta. ISBN 9788492421541.
- 2008: Amor con A. ISBN 9588293448.

## Premios

### Nacionales
- 2005: Premio al Mejor Libro Colombiano de Ficción por El penúltimo sueño.[20]
- 2009: Mención Honorífica de la Asociación Colombiana de la Industria de la Comunicación Gráfica por Amor con A.[1]

### Internacionales
- 2004: International Latino Book Awards por De los amores negados.[1]
- 2005: Premio Azorín por El penúltimo sueño.[11]
- 2006: International Latino Book Awards por El penúltimo sueño.[1]
- 2007: International Latino Book Awards por Lo que le falta al tiempo.[1]
- 2009: Premio Planeta-Casa de América por Ella, que todo lo tuvo.[21]
- 2019: Premio Fernando Lara de Novela por Algún día, hoy.[22]